# Smith & Wesson Модель No. 2 Army

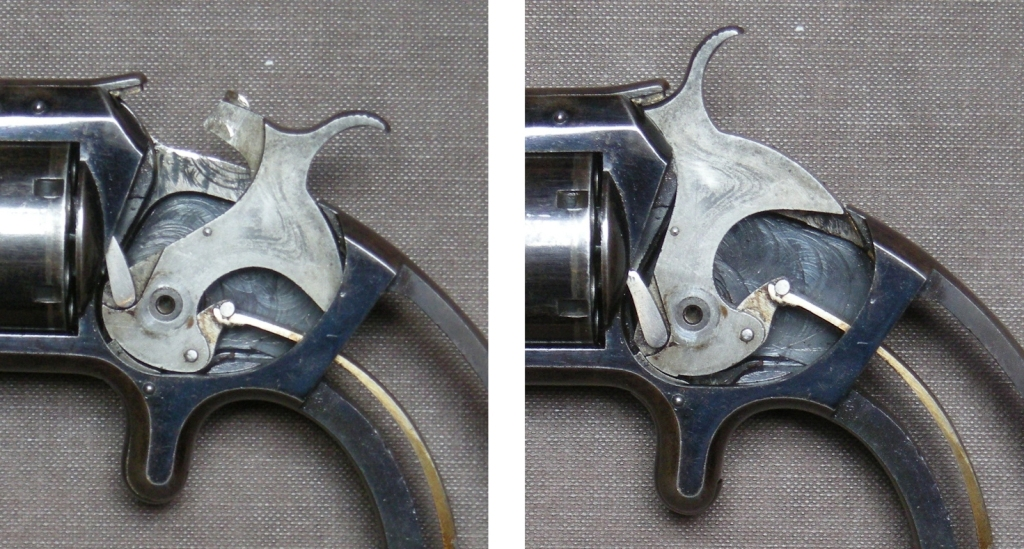
S&W 2-га Модель, замок

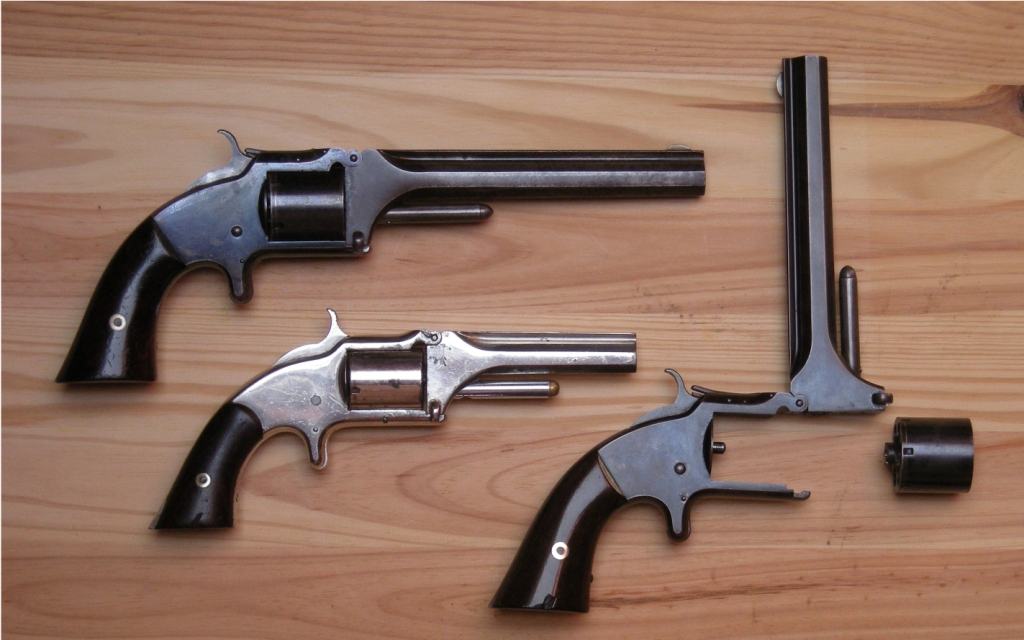
S&W Модель 2 Army та Модель 1 1/2 револьверів 32 калібру

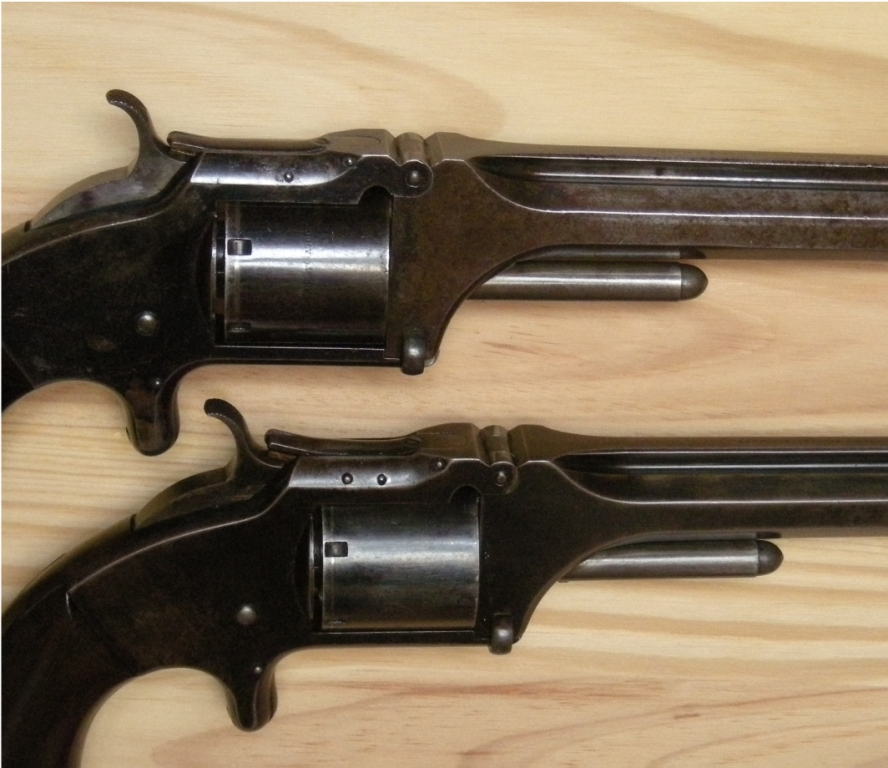
Згори ранній варіант з 2 цапфами, знизу варіант з 3 цапфами

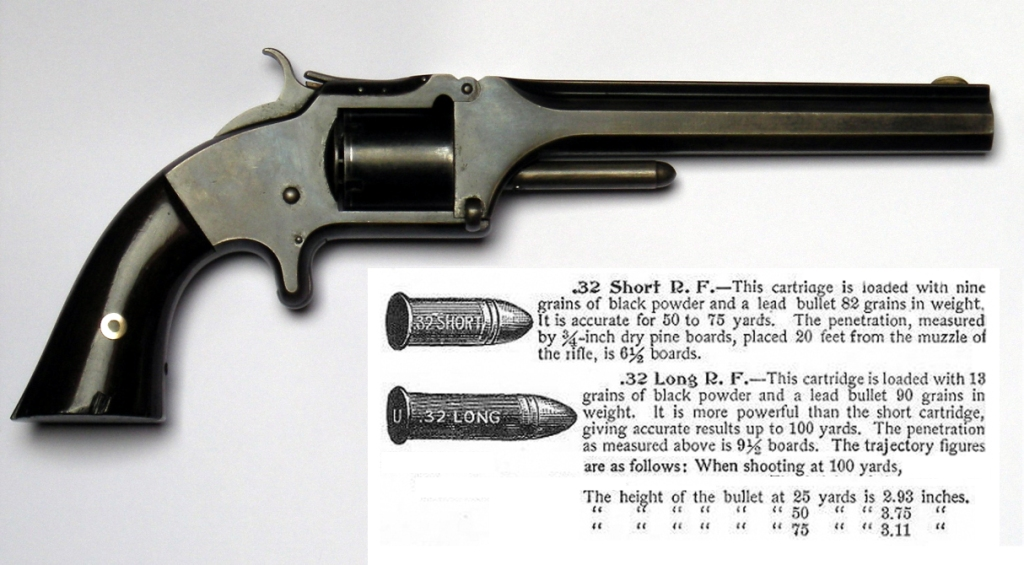
S&W Army No 2, Набої кільцевого запалення .32 калібру

Smith & Wesson Модель No. 2 Army, також Model No. 2 Old Model Smith & Wesson Revolver — перший револьвер компанії Smith & Wesson під набій .32 калібру, він повинен був поєднувати в собі малий розмір та зручність револьверу Smith & Wesson Модель 1  з набоєм більшого калібру. Револьвер було розроблено під набій кільцевого запалення .32 калібру, барабан містив 6 набоїв. Його випускали в період з 1861 по 1874 роки, загальна кількість становила 77020 екземплярів.

## Розробка
Горас Сміт та Даніель Б. Вессон створили компанію Smith & Wesson в Норвічі, Коннектикут, для виробництва вогнепальної зброї Volcanic, в 1855 компанію перейменували в Volcanic Repeating Arms і продали її Оліверу Вінчестеру.  Після закінчення в 1856 році патента Семюеля Кольта на револьвер, Вессон почав розробку прототипа револьвера під унітарний набій з "обертовим" циліндром. Було підписано контракт з колишнім працівником компанії Colt's Manufacturing Company Ролліном Вайтом, який мав патент на "обертовий" барабан, за яким Smith & Wesson платили йому ройялті в розмірі 0.25 центів з кожного випущеного револьвера. Ця угода дозволила компанії Smith & Wesson розробити та випускати перший револьвер під унітарний набій, Smith & Wesson Модель 1 під набій кільцевого запалення .22 калібру.

### Функціонування
Револьвер Smith & Wesson Модель 2 Army був одинарної дії з відкидним догори стволом, який обертався на шарнірі, який розташовувався в верхній планці. Його можна пізнати за восьмигранним стволом, гладким барабаном (без пазів) та пласкою формою зони обхвату руків'я. Револьвери випускали вороненими або нікельованими та зі стволами довжиною в 5 або 6-дюймів. 4-дюймові стволи були рідкісними, а особливо рідкісними є револьвери зі стволами довжиною 8 та 10-дюймів.
Відмінною рисою перших револьверів S & W Army No 2 Model, серійні номери від 1 до приблизно 3000, є додаткова цапфа на верхній планці для обмеження руху барабана вгору.

## Історія

### Громадянська війна в США
Солдати громадянської війни полюбляли мати револьвери в якості додаткової зброї, тому револьвери Smith & Wesson під унітарний набій, Army Model 2 та Модель 1 1/2 під набій кільцевого запалення .32 калібру стали популярними під час громадянської війни. Солдати та офіцери обох сторін конфлікту робили приватні замовлення на револьвери для самозахисту. Зразки з серійними номерами до 35731 (випущені до 1 травня 1865) використовували під час війни.
Відомо, що Джордж Армстронг Кастер був власником пари револьверів S & W Army Model 2 з кобурами та гравіруванням.
Під час громадянської війни, штат Кентуккі замовив 700 револьверів S & W Army 2 у торговця зброєю Kittredge & Company з Цинциннаті і передали їх сьомому волонтерському кавалерійському полку Кентуккі.

### Західний Фронтір
Після закінчення війни потреба в револьверах S & W Army Model 2 зникла і компанія Smith & Wesson сфокусувала увагу на розробку зброї більших калібрів для використання на фронтірі.
В лютому 1868 року було підписано угоду з Remington Arms, за якою Smith & Wesson дозволили Ремінгтону переробити капсульний револьвер Remington Model 1858 під унітарний набій кільцевого запалення .46 калібру за допомогою патента Ролліна Вайта, без сплати роялті.
В 1869 компанія розробила великий револьвер одинарної дії з переламною рамкою з автоматичним екстрактором порожніх гільз. Револьвер було вперше випущено в 1870, під набої .44 S&W American та .44 Henry. Конструкція стала відомою під назвою Smith & Wesson Модель 3.